# Condado de Tift
El condado de Tift es un condado del estado de Georgia, Estados Unidos. Tiene una población estimada, a mediados de 2023, de 41 554 habitantes.
La sede del condado es Tifton.

## Geografía
Según la Oficina del Censo, el condado tiene una superficie total de 696 km², de los cuales 676 km² corresponden a tierra firme y 20 km² están cubiertos de agua.

### Condados adyacentes
- Condado de Irwin (noreste)
- Condado de Berrien (sureste)
- Condado de Cook (sur)
- Condado de Colquitt (suroeste)
- Condado de Worth (oeste)
- Condado de Turner (noroeste)

## Demografía

### Censo de 2020
Según el censo de 2020, en ese momento el condado tenía una población de 41 344 habitantes. La densidad de población era de 60 hab./km². Había 17 375 viviendas, lo que implica una densidad de 26/km².
| Raza                   | Núm.   | Porc.  |
| ---------------------- | ------ | ------ |
| Blancos                | 23 237 | 56.20% |
| Afroamericanos         | 12 131 | 29.34% |
| Amerindios             | 136    | 0.33%  |
| Asiáticos              | 651    | 1.57%  |
| Isleños del Pacífico   | 2      | 0.005% |
| Otras razas            | 2769   | 6.70%  |
| De una mezcla de razas | 2418   | 5.85%  |

Del total de la población, el 12.62% eran hispanos o latinos de cualquier raza.

### Estimación 2018-2022
De acuerdo con la estimación 2018-2022 de la Oficina del Censo, los ingresos medios de los hogares del condado son de $52 561 y los ingresos medios de las familias son de $64 812. Los ingresos per cápita en los últimos doce meses, medidos en dólares de 2022, son de $27,987. Alrededor del 21.0% de la población está por debajo de la línea de pobreza.

## Transporte

### Principales carreteras
- Interestatal 75
- U.S. Route 41
- U.S. Route 82
- U.S. Route 319
- Ruta Estatal de Georgia 7
- Ruta Estatal de Georgia 125

## Comunidades

### Ciudades
- Omega
- Tifton
- Ty Ty

### Lugares designados por el censo (census-designated places,CDP)
- Phillipsburg
- Unionville

### Localidades
- Brookfield
- Chula